# Relations entre l'Allemagne et la Grèce
Les relations entre l'Allemagne et la Grèce sont des relations internationales s'exerçant au sein de l'Union européenne entre deux États membres de l'Union, la République fédérale d'Allemagne et la République hellénique. Elles sont structurées par deux ambassades, l'ambassade d'Allemagne en Grèce et l'ambassade de Grèce en Allemagne. L'Allemagne dispose par ailleurs d'un consulat à Thessalonique tandis que la Grèce dispose de huit consulats à Hambourg, Hanovre, Cologne, Leipzig, Munich, Düsseldorf, Stuttgart et Francfort-sur-le-Main.
Les deux pays sont membres de l'Organisation pour la sécurité et la coopération en Europe (OSCE), l'Organisation de coopération et de développement économiques (OCDE), l'Organisation du traité de l'Atlantique nord (OTAN), de l'Union européenne (UE) et de la zone euro.
Selon un sondage en 2013 de BBC World Service, 25 % des Grecs voient l'Allemagne positivement tandis que 52 % expriment un point de vue négatif.

## Histoire
Au XIXe siècle, de nombreux Allemands philhellènes s’engagent dans la Guerre d'indépendance grecque contre l'Empire ottoman : l'archéologue Barthold Georg Niebuhr ou le général Karl von Normann-Ehrenfels, par exemple. Le premier roi de la Grèce moderne est Othon Ier, d'origine bavaroise. Othon met en place une monarchie absolue, fait venir de nombreux Allemand aux postes clés du pays, dans la fonction publique et dans l'armée et choisit une princesse allemande comme épouse, ce qui le rend assez impopulaire.
Les intellectuels allemands du XIXe siècle, à l'image de Johann Wolfgang von Goethe, sont passionnés par la Grèce moderne, vue comme une héritière romantique du monde hellénistique antique. Les langues et pensées des deux nations sont rapprochées, un cousinage mythique est imaginé.
Hitler et le régime nazi admirent eux aussi la Grèce. Hitler affirme que les Grecs sont des descendants d'Ariens du Nord et donc de race noble. Il ne s'engage dans la guerre contre les Grecs que contraint par l'action de son allié italien et est catastrophé par le bombardement du Pirée. Cela n'empêche pas l'invasion et l'occupation allemande de provoquer des dévastations épouvantables au sein du pays et les souffrances de cette période, en particulier la grande famine, restent gravés dans la mentalité grecque après la fin de la guerre. En 1941, L'Allemagne nazie impose à la Grèce un prêt de 476 millions de reichsmarks. En plus du remboursement de ce prêt, en 1946, « l'Allemagne est condamnée à payer 7 milliards de dollars à la Grèce à titre de réparation pour l'occupation ».